# Bogna Jóźwiaková
Bogna Jóźwiaková (* 25. dubna 1983 Poznań, Polsko) je polská sportovní šermířka, která se specializuje na šerm šavlí. Polsko reprezentuje od prvního desetiletí jednadvacátého století. Na olympijských hrách startovala v roce 2008 a 2016 v soutěži jednotlivkyň a družstev. V roce 2007 obsadila třetí místo na mistrovství světa v soutěži jednotlivkyň a v roce 2006 obsadila třetí místo na mistrovství Evropy. S polským družstvem šavlistek vybojovala v roce 2008 titul mistryň Evropy.